# Ephoria insularis
Ephoria insularis là một loài bướm đêm trong họ Geometridae.